# Finley Peter Dunne

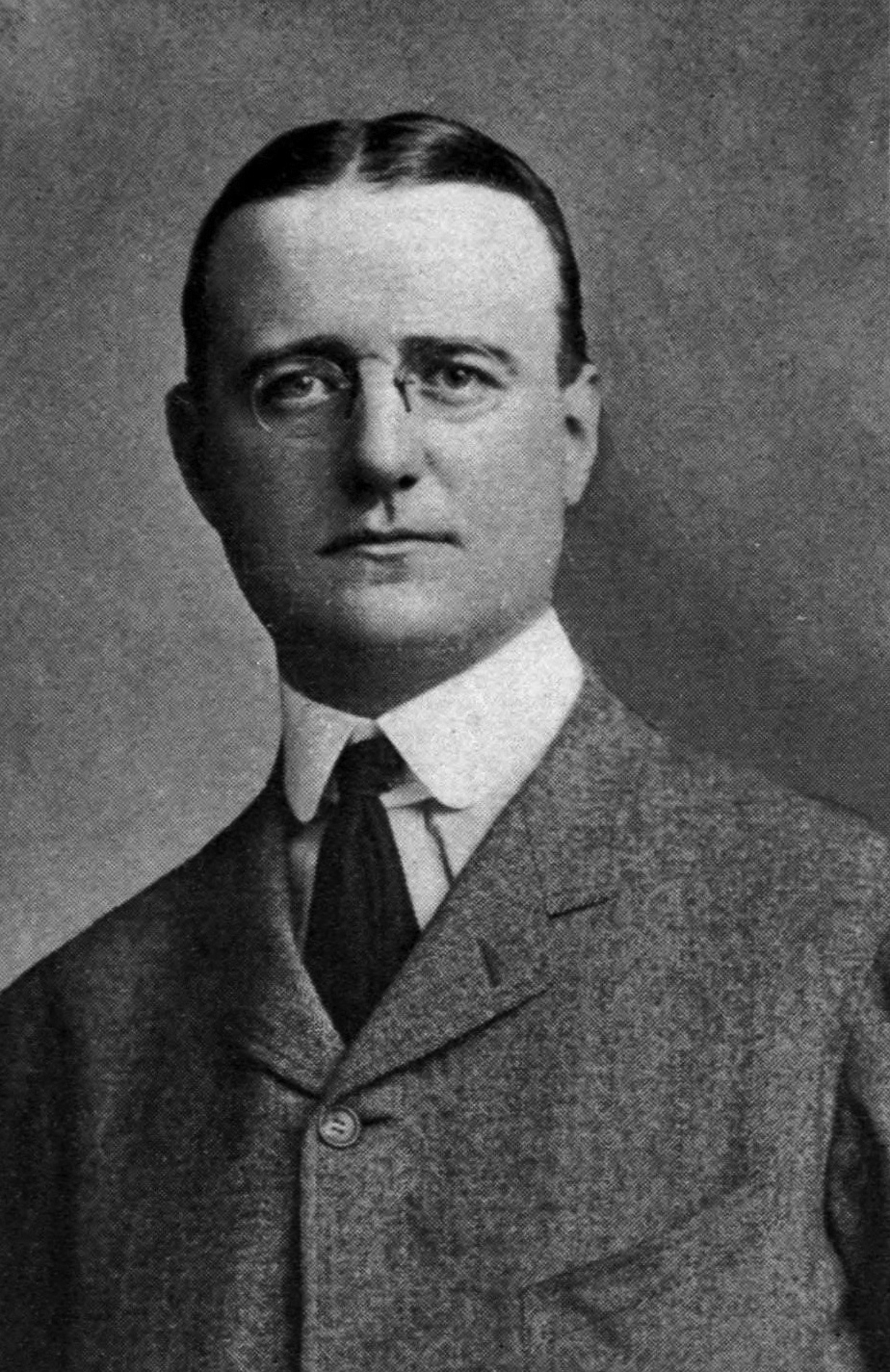
Finley Peter Dunne

Finley Peter Dunne (* 10. Juli 1867 in Chicago, Illinois; † 24. April 1936 in New York) war ein US-amerikanischer Schriftsteller und Journalist.

## Leben
Dunne, Sohn irischer Einwanderer, besuchte in Chicago die High School und arbeitete danach bei verschiedenen Tageszeitungen.
Bekannt wurde Dunne durch die Figur des irischen Gastwirts Mr. Martin Dooley, der in irischem Dialekt humorvoll und scharf zeitgenössische Ereignisse kritisiert. Die Geschichten erschienen ab etwa 1890 zunächst als Kolumne in der Chicago Evening Post, gewannen jedoch bald landesweite Aufmerksamkeit. Bis zum Ende des Ersten Weltkriegs erschienen etwa 700 Episoden. Etliche davon wurden auch in Buchform veröffentlicht.
1908 wurde er in die American Academy of Arts and Letters gewählt.
Dunne war ab 1902 verheiratet mit Margaret Abbott, der ersten amerikanischen Olympiasiegerin. Unter ihren vier Kindern war der Drehbuchautor und Regisseur Philip Dunne.

## Werke
- Mr. Dooley in peace and war. 1898.
- What Dooley says. 1899.
- Mr. Dooley's philosophy. 1900.
- Mr. Dooley says. 1910.
- Mr. Dooley on making a will. 1919.